# Ezio (Händel)

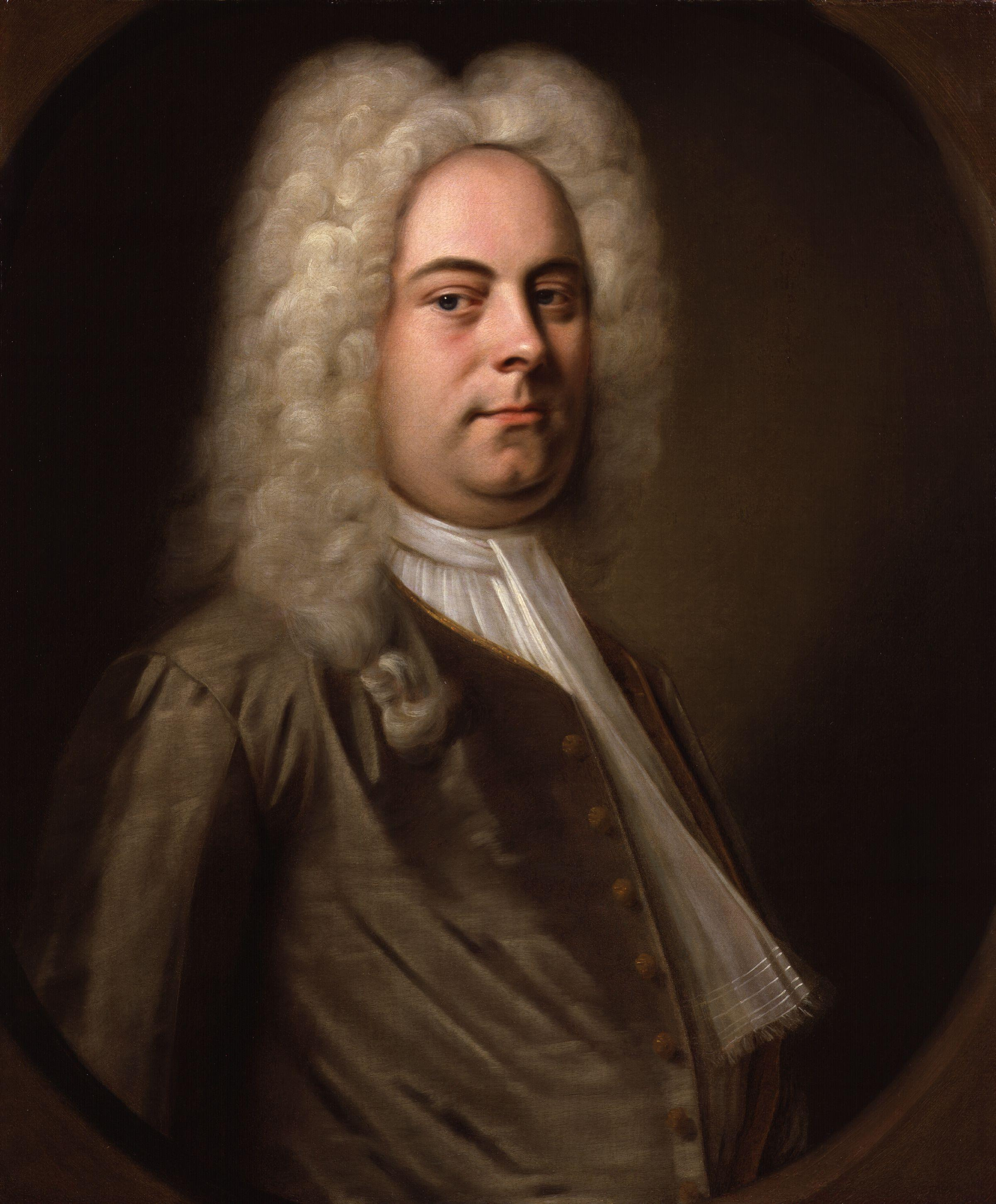
Georg Friedrich Händel

Ezio (Aëtius) (HWV 29) är en opera seria i tre akter med musik av Georg Friedrich Händel och libretto av Pietro Metastasio. Texten handlar om den romerske generalen Flavius Aëtius (Ezio).

## Historia
Metastasios libretto hade redan tonsatts av Nicola Porpora och Pietro Auletta (båda med premiär 1728).
Ezio hade premiär den 15 januari 1732 på The Queen's Theatre, Haymarket, London (senare The King's Theatre) och spelades 5 gånger av vilka kung Georg II var närvarande vid fyra. Händel satte aldrig mer upp verket trots att operan innehöll spektakulära scenerier och kostymer. Ezio tillkom vid en tidpunkt då intresset för italiensk opera började avta i London. Ezio var Händels sista opera med libretto av Metastasio.

## Personer
- Ezio, romersk general (altkastrat)
- Fulvia, hans älskade (sopran)

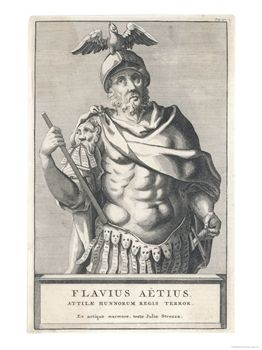
Flavius Aëtius.

- Valentiniano (Valentinianus III), romersk kejsare (kontraalt)
- Onoria, hans syster (kontraalt)
- Massimo, Fulvias fader (tenor)
- Varo, ledare för pretoriangardet (bas)

## Handling
Rom, år 451 e. Kr.
Kejsare Valentinianos trupper, under general Ezio, har besegrat Attilas hunner. Ezio är förlovad med Fulvia, dotter till romaren Massimo som hyser hat mot kejsaren. Kejsarens syster Onoria är förälskad i Ezio medan kejsaren ämnar gifta sig med Fulvia. Massimo försöker att döda Valentiniano men dådet misslyckas och misstankarna faller på Ezio i stället, då Massimo har framställt honom som överambitiös för kejsaren. Fulvia tvekar först inför Valentinianos frieri men förklarar till sist sin trohet mot Ezio. Valentinianos förmodade lönnmördare identifieras som Emilio, Massimos följeslagare. Massimo samlar folket och eggar dem till att göra uppror mot kejsaren. I den påföljande striden räddar Ezio Valentinianos liv. Kejsaren efterskänker Fulvia till Ezio och på Ezios vädjan skonas Massimos liv.